# 隼型水雷艇
| 隼型水雷艇     | 隼型水雷艇                                                  |
| -------------- | ----------------------------------------------------------- |
| 隼             |                                                             |
| 艦級概観       |                                                             |
| 艦種           | 水雷艇                                                      |
| 艦名           | 鳥の名                                                      |
| 前級           | 第二十九号型水雷艇                                          |
| 次級           | 第三十九号型水雷艇                                          |
| 要目（竣工時） |                                                             |
| 排水量         | 常備：152トン                                               |
| 全長           | 垂線間長：45.00m (147ft 7in 11/16)                          |
| 全幅           | 4.91m (16ft 1in 7/16)                                       |
| 吃水           | 1.45m (4ft 9in 3/32)                                        |
| 機関           | ノルマン式缶2基 直立式3気筒3段膨張レシプロ2基 2軸 4,200馬力 |
| 速力           | 28.5ノット                                                  |
| 航続距離       | 10ノットで2,000海里                                         |
| 燃料           | 石炭：28.5トン（満載）                                      |
| 乗員           | 30名                                                        |
| 兵装           | 4.7cm保式単装軽速射砲3基（推定） 45cm水上旋回式発射管3基    |

隼型水雷艇（はやふさがたすいらいてい）は日本海軍の水雷艇。同型艇15隻。

## 概要
フランス海軍のシクローヌ(Cyclone)級水雷艇が原型。「白鷹」との比較の結果、1896年（明治29年）度計画によりノルマン社に4隻発注、翌年度計画より同型艇11隻を国内で建造した。
各艇の竣工は日露戦争の開戦前後に重なり全艇が参戦している。このうち「雉」は日露戦争開戦直前に竣工、そのまま参戦したが旅順方面哨戒作戦の帰途に対馬南端の豆酘崎（つつざき）沖の暗礁に乗り上げて破壊された。船体は放棄されたが修理の名目で新艇が建造され艦名はそのまま継承された。そして新艇完成18日後の日本海海戦にそのまま参加している。その他の同型艇に戦没した艇はなかった。
1919年（大正8年）から1923年（大正12年）にかけて各艇除籍された。明治期の水雷艇はこの型で最後となり、また昭和に復活した水雷艇（千鳥型水雷艇など）は事実上の小型駆逐艦であることから、実質的に日本海軍最後の水雷艇であった。

## 同型艇
括弧内は建造所/組み立て所。ノルマン=フランス・ノルマン社、呉=呉造船廠（1903年より呉海軍工廠）、川崎=川崎造船所。艇名読みは明治31年3月16日付 達第28号、明治31年8月27日付 達第160号、明治33年10月15日付 達第162号、明治34年12月18日付 達第171号をそれぞれ参照のこと。
隼（はやふさ）1900年4月19日竣工（ノルマン/呉）。第1回旅順港閉塞作戦、日本海海戦に参加。1919年4月1日除籍。1922年廃船。
鵲（かささき）1900年11月30日竣工（ノルマン/呉）。第1回旅順港閉塞作戦、日本海海戦に参加。1919年4月1日除籍。1925年廃船、翌年売却。
真鶴（まなつる）1900年11月7日竣工（ノルマン/呉）。第1回旅順港閉塞作戦、日本海海戦に参加。1919年4月1日除籍。1925年廃船、翌年売却。
千鳥（ちどり）発注時の艦名は第5号120噸水雷艇。1901年4月9日竣工（ノルマン/川崎）。第1回旅順港閉塞作戦、日本海海戦に参加。1919年4月1日除籍。1923年廃船。
雁（かり）1903年7月25日竣工（呉）。日本海海戦に参加。1922年4月1日除籍。1930年廃船売却。
蒼鷹（あをたか）1903年8月1日竣工（呉）。日本海海戦に参加。1922年4月1日除籍。1927年9月19廃船。
鴿（はと）1903年10月22日竣工（呉）。日本海海戦に参加。1922年4月1日除籍。1926年廃船、翌年売却。
燕（つばめ）1903年11月24日竣工（呉）。第1回旅順港閉塞戦、日本海海戦に参加。1922年4月1日除籍。1925年廃船。
雲雀（ひばり）1904年1月10日竣工（呉）。日本海海戦に参加。1923年4月1日除籍。1925年廃船、翌年売却。
雉（きじ）1904年1月23日竣工（呉）。日露戦争に第15艇隊の司令艇として参加。3月31日哨戒の帰途に座礁。船体は放棄されたが修理の明目により呉で代艦建造、1905年5月9日完成。日本海海戦に参加。1923年12月15日除籍。横須賀の水雷学校で使用。1926年廃船売却。
鷺（さぎ）1904年3月22日竣工（呉）。日本海海戦に参加。1923年4月1日除籍。1925年廃船、翌年売却。
鶉（うづら）1904年4月22日竣工（呉）。日本海海戦に参加。1923年4月1日除籍。1932年廃船。
鴎（かもめ）1904年6月4日竣工（呉）。日本海海戦に参加。1923年12月15日除籍。1926年廃船売却。
鷂（はしたか）1904年2月27日竣工（川崎）。日本海海戦に参加。1923年4月1日除籍。1926年廃船。
鴻（おほとり）1904年6月4日竣工（川崎）。日本海海戦に参加。1923年12月15日除籍。1926年廃船売却。